# Bérénice épi Deirès
Pour les articles homonymes, voir Bérénice.
Bérénice épi Deirès (grec : Βερενίκη ἐπὶ Δειρῆς) était une ville portuaire ptolémaïque sur la mer Rouge, située sur le détroit de Bab-el-Mandeb près du cap Deirê à Djibouti. 
Elle a probablement été fondée par un successeur de Ptolémée II. Selon Pline l'Ancien, la ville se trouvait au sud de Berenice Troglodytica et Bérénice Pancrisia. Strabon mentionne les mangroves qui y ont été trouvées sur la côte (Geographica, 14.4.14)